# اجناسيو هيراغويين
اجناسيو هيراغويين (بالإنجليزية: Ignacio Hirigoyen)‏ مواليد 23 يناير 1976 في باهيا بلانكا، الأرجنتين، هو لاعب كرة مضرب أرجنتيني سابق كان يلعب باليد اليمنى بدأ مسيرته كمحترف عام 1999.

## روابط خارجية
- اجناسيو هيراغويين على موقع رابطة محترفي التنس (الإنجليزية)
- اجناسيو هيراغويين على موقع الاتحاد الدولي لكرة المضرب (الإنجليزية)
- اجناسيو هيراغويين على موقع خلاصة التنس.كوم (الإنجليزية)